# George Herbert Hitchings
George Herbert Hitchings (18 de abril de 1905-27 de febrero de 1998) fue un químico estadounidense. Se licenció  en química en las Universidades de Brown y de Washington. Obtuvo su doctorado, en 1933,  en la Universidad de Harvard.  En 1942 entró a trabajar en la empresa Borrough Wellcome, donde fue director del departamento de investigación. Ha sido profesor de farmacología en las universidades de Brown, Duke y Carolina del Norte.
Sus principales trabajos versaron sobre el metabolismo de los ácidos nucleicos, con el fin de encontrar diferencias en el metabolismo entre células tumorales y normales así como entre bacterias y virus.
Se le concedió el Premio Nobel de Fisiología o Medicina en el año 1988 que compartió con James W. Black y Gertrude B.Elion, por "el descubrimiento de importantes principios en el tratamiento con fármacos", especialmente en el campo de la quimioterapia.